# Golf dell'Ugolino

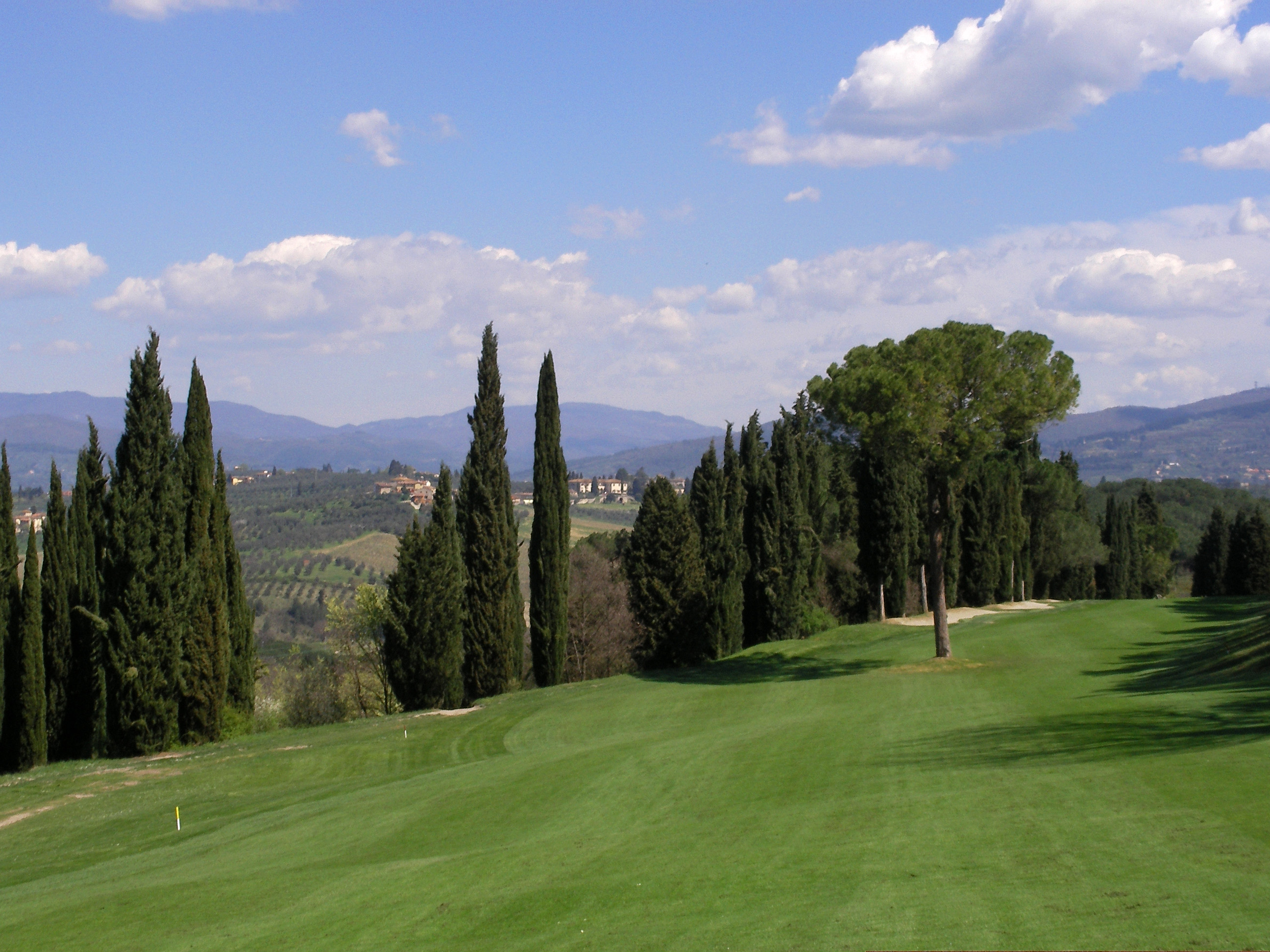
Campi di golf all'Ugolino

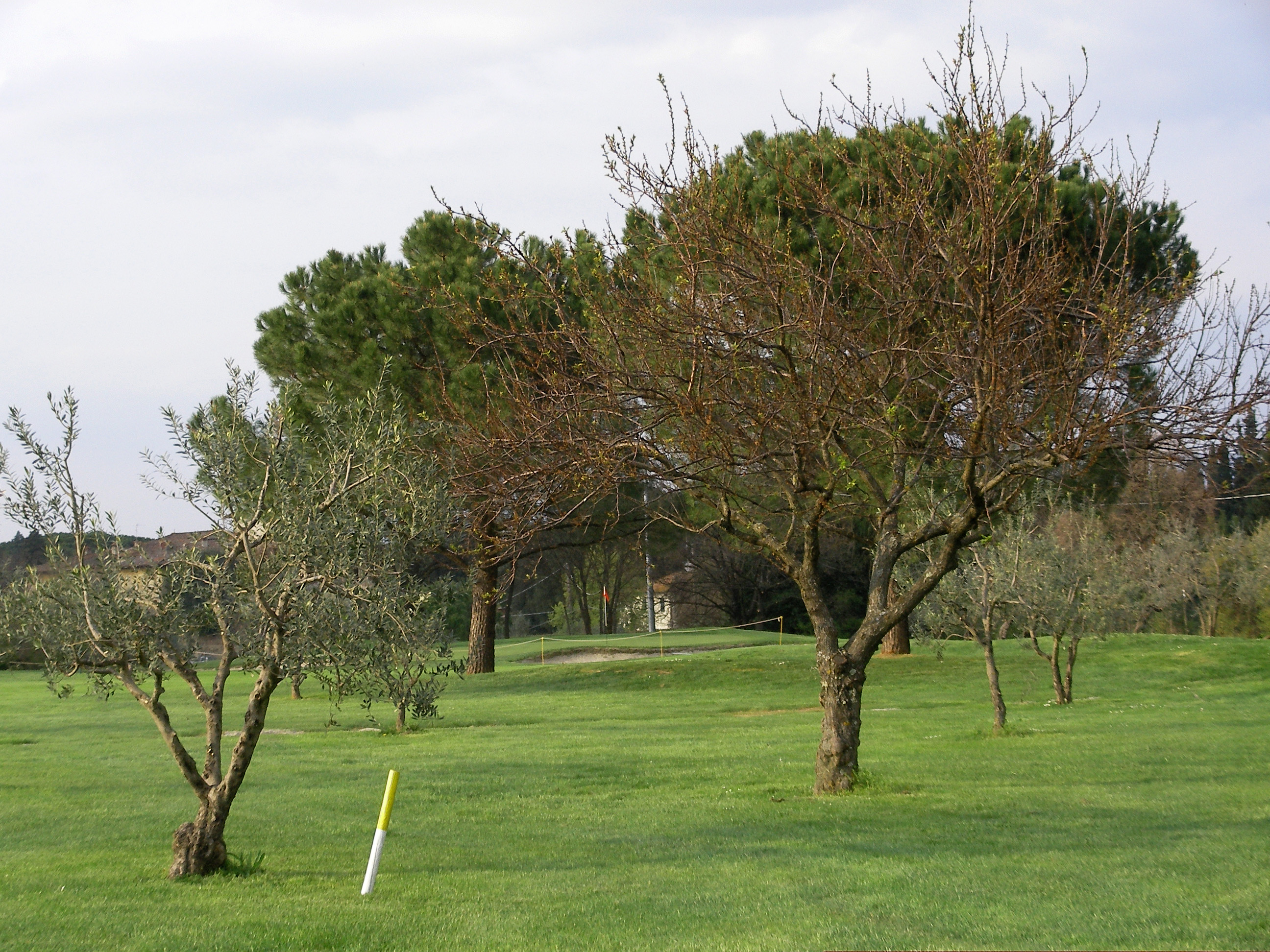
Campi di golf all'Ugolino

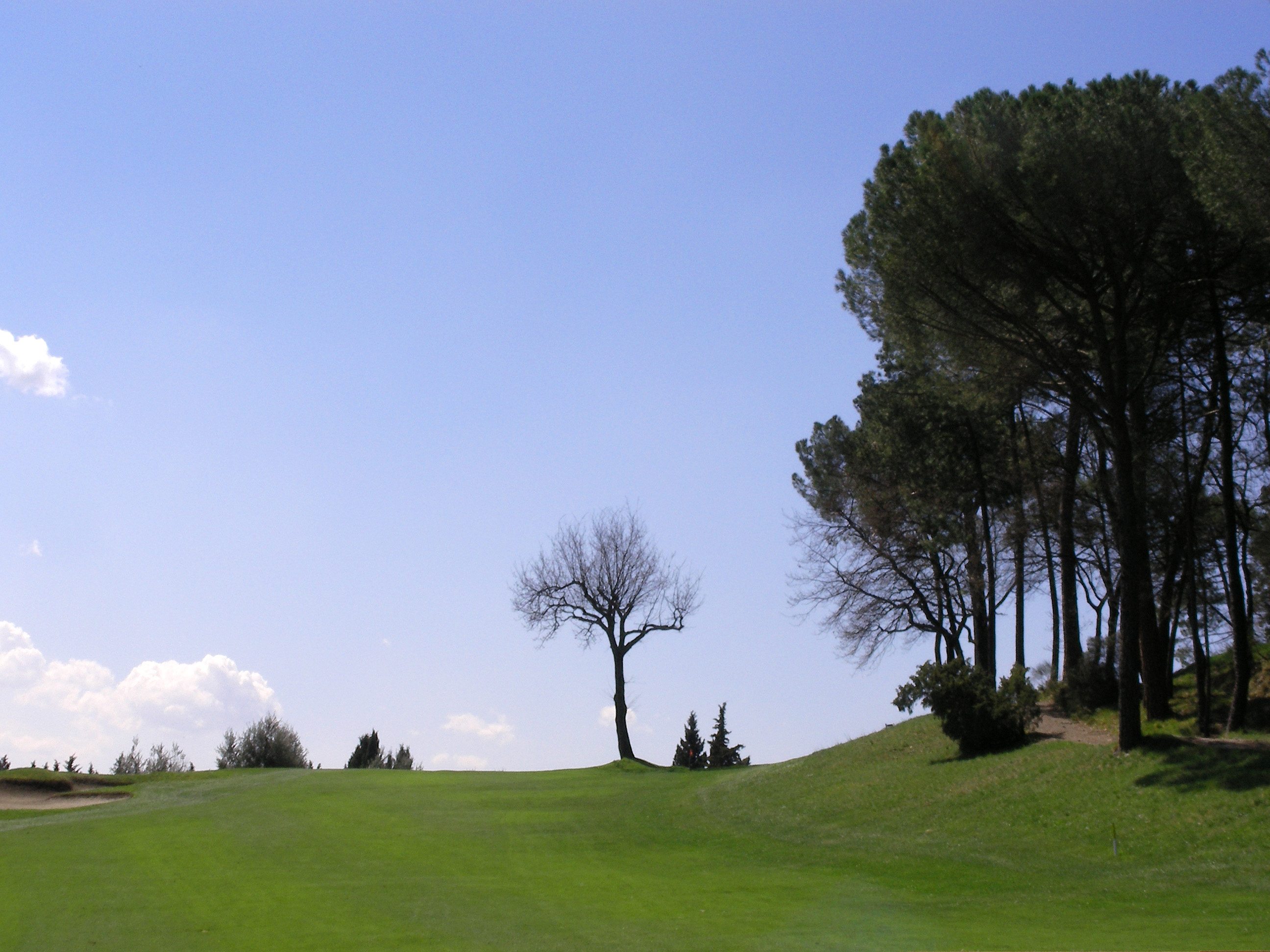
Campi di golf all'Ugolino

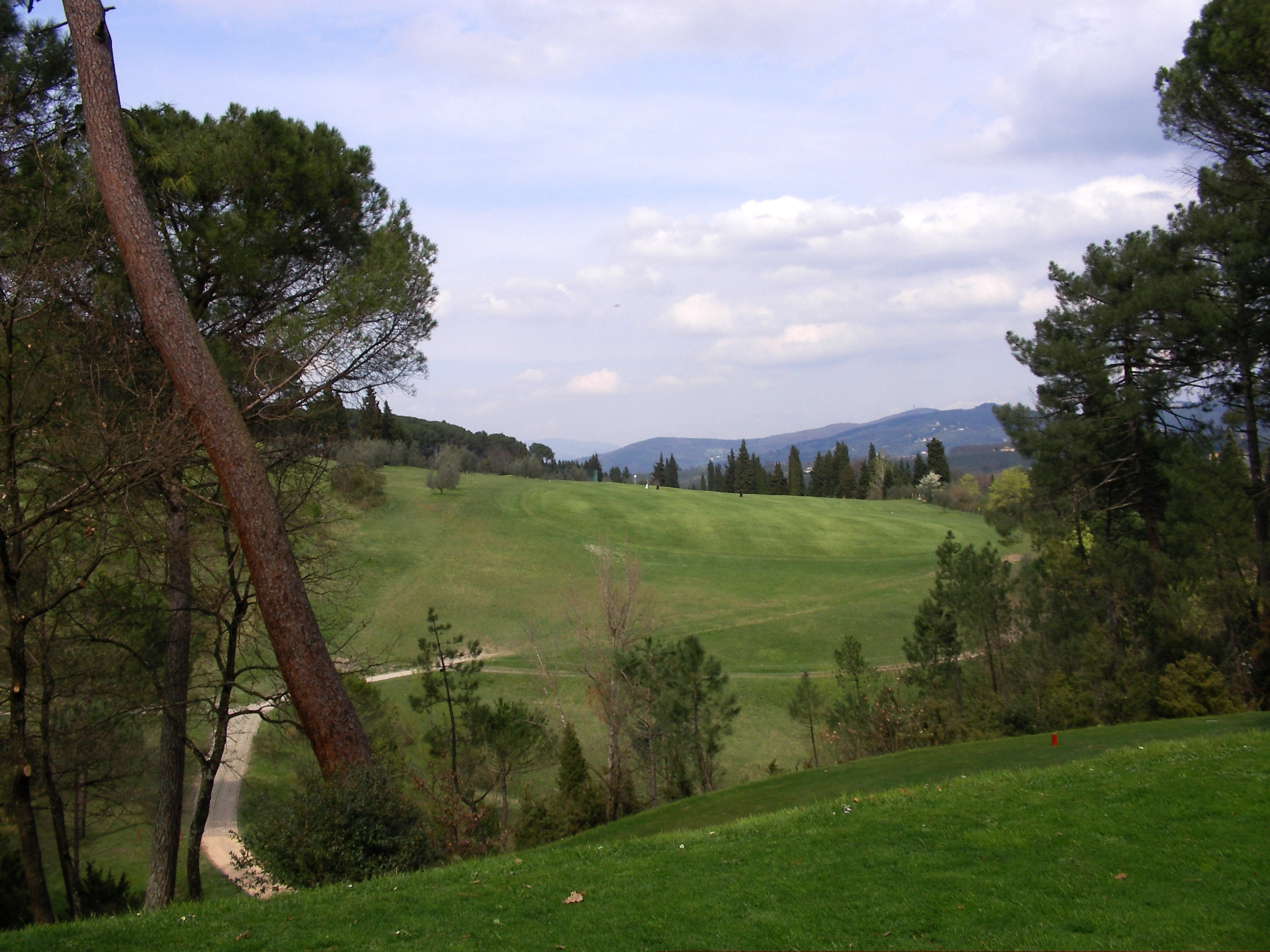
Campi di golf all'Ugolino

Il Golf dell'Ugolino si trova sulla via Chiantigiana, ed è compreso nel territorio dei comuni di Bagno a Ripoli e di Impruneta.

## Storia
La costruzione della "casa della palla-mazza" fu commissionata a Gherardo Bosio nel 1933 dall'azienda di Turismo, in un lotto situato in posizione baricentrica rispetto al terreno da gioco, progettato dagli specialisti inglesi Blandford e Gannon.
I lavori, eseguiti dall'impresa Nervi e Bartoli, furono realizzati in breve tempo e l'edificio era già perfettamente funzionante nella primavera del 1935.
Nella seconda metà degli anni cinquanta esso è stato ampliato nella porzione nord-ovest (realizzando al piano terra locali di servizio e tecnici, al piano primo le cucine ed al secondo una saletta) ed è stata prolungata la copertura in cemento armato della loggia sul fronte principale.
Nel 1974 sono stati effettuati lavori di ristrutturazione al piano terra (realizzazione di un punto vendita negli ex locali di servizio) ed al piano secondo (controsoffittatura e climatizzazione).

## Architettura
Il complesso è situato alle pendici delle prime colline chiantigiane, a circa 15 chilometri dal centro di Firenze.

### Esterno
L'edificio è immerso in un paesaggio artificiale caratterizzato dal morbido susseguirsi di collinette e radure, tipico dei campi di golf di ogni latitudine, costellato tuttavia di presenze vegetali, i filari di cipressi e le macchie di pini marittimi, profondamente legate al paesaggio toscano. L'impianto planimetrico e distributivo è fortemente connesso alle visuali, fatto questo acuito dal sito su cui insiste l'edificio - una collinetta dominante sul circostante - ed all'orientamento (in particolare verso nord-est un asse visuale e di percorso collega l'edificio con i campi da tennis e con l'impianto della piscina) e si adatta perfettamente al notevole dislivello del lotto, condizione da cui il progettista ha tratto spunto per articolare la volumetria e ricavare accessi diversificati ai vari livelli.
L'edificio presenta volumetria e planimetria articolate, sviluppate su due e tre piani fuori terra. Il volume è caratterizzato da superfici pure, abilmente impaginate, in cui sono ritagliate ampie finestre e dalle quali risaltano le nitide geometrie di portici, logge e scale.

#### Fronte principale
Il fronte principale è caratterizzato, al piano terra, da un ampio portico di accesso (bipartito asimmetricamente da un pilastro circolare, con all'interno l'oblò della portineria), da luci singole e a nastro per spogliatoi e servizi e da una scala, avvolgente l'angolo nord-est, che conduce al piano superiore; al piano primo dalla fascia orizzontale del davanzale, che corre ininterrotta su tre fronti, e del balcone sul quale si aprono le ampie porte finestre panoramiche e su cui risaltano ritmicamente le travi della loggia pergola che animano la facciata di suggestivi giochi luminosi;

#### Secondo piano
Al piano secondo dal ritmo regolare delle finestre rettangolari. Al piano primo, nell'angolo sud ovest e sul fronte occidentale, sono ricavate due logge - una per il tè e una per l'accesso diretto al piano secondo - fronteggiate da scale che le collegano direttamente al terreno e contrappuntato da pilastri; la convessità di tali elementi determina sulla superficie omogenea delle facciate (alla stessa stregua della pergola sul fronte principale) profonde zone d'ombra.
Il fronte nord-ovest, sul quale si affacciano i servizi e le cucine, risulta meno articolato rispetto agli altri ma contraddistinto anch'esso dalla calibrata geometria delle aperture.
Le piante risultano diverse ai vari piani, data le differenti funzioni ad essi attribuite, ma generate tuttavia dalla medesima combinazione di moduli rettangolari; a tale riguardo va notato che l'articolazione progettata e realizzata da Bosio è oggi lievemente variata a seguito dell'ampliamento su tutti i piani del fronte nord ovest, realizzato in assoluta sintonia con il preesistente, che ha sostituito l'originario sfalsamento con l'allineamento dei fronti.

#### Piano terra
Al piano terra sono situati, in posizione centrale, la scala principale e la portineria e ai lati gli spogliatoi e i servizi; il piano primo è caratterizzato da un unico grande vano, suddiviso in zona pranzo e soggiorno, dalle cui numerose aperture si godono magnifiche visuali sul paesaggio circostante; nell'angolo nord-ovest sono situate le cucine. Al piano secondo, in origine questo piano era occupato dagli appartamenti per il segretario ed il portiere, sono collocate le sale da gioco, da biliardo e della televisione, nonché alcuni uffici.
Assai interessante il misurato gioco cromatico delle superfici e dei particolari: all'esterno sulle pareti, in intonaco color terra di Siena, si ritagliano gli infissi verde pallido e risaltano le strisce bianco-verdi dei tendaggi; all'interno il verde pallido degli infissi si combina perfettamente con l'avorio delle pareti e con il colore naturale del legno e il verde vivace del linoleum dei pavimenti.

#### La piscina
La piscina propone una raffinata sintesi tra la "mediterraneità" del linguaggio architettonico e la "toscanità" del paesaggio vegetale, producendo un coinvolgente gioco di straniamento grazie all'abbagliante risalto delle razionali forme in intonaco bianco nel verde cupo del manto erboso e delle alberature. La vasca rettangolare (in piastrelle di ceramica di colori digradanti) è collegata ad est, tramite percorsi in pietra artificiale, al sistema continuo della pergola a quattro campate, con pilastri circolari in cemento e travicelli in legno, e delle cabine con impianto a quarto di cerchio, contraddistinte ciascuna da piccoli oblò. Verso nord svettano le presenze verticali del trampolino e della piattaforma, in cemento fuso con scalini e corrimano in acciaio inossidabile, nella cui progettazione la consulenza di Nervi ebbe probabilmente un ruolo fondamentale.
Nonostante le varie trasformazioni effettuate negli anni, maggiori come l'ampliamento dei volumi o minori come la sostituzione degli arredi e degli apparecchi illuminanti, l'edificio mantiene ancora inalterato il proprio carattere, grazie soprattutto alla continua manutenzione effettuata sia sul fabbricato che sul terreno e paesaggio circostanti.

## Fortuna critica
La casa del Golf ha suscitato sin dalla sua costruzione estremo interesse sia in ambito internazionale (come dimostrano gli articoli su "Architectural Review" e "L'architecture d'aujourd'hui") che nazionale, suscitando sempre giudizi positivi: mentre Ponti (1935) ne loda i caratteri di abitabilità e la soluzione tipologica, in bilico tra casa di campagna e villa, Michelucci (1935) vi coglie una prova riuscita del vantaggio di orientarsi verso una semplicità logica piuttosto che ricercare la preziosità di materiali.
In tempi a noi più vicini il giudizio non è variato: mentre Koenig (1968) lo liquida con uno sbrigativo "ottimo", Cresti (1986) lo colloca nell'Olimpo dei tre migliori edifici dell'architettura fiorentina fra le due guerre (accanto alla stazione ed al cinema-teatro Rex), considerandolo il maggior risultato espressivo, grazie anche alla collaborazione di Nervi, dell'attività dell'architetto Bosio.